# Schultze gets the blues

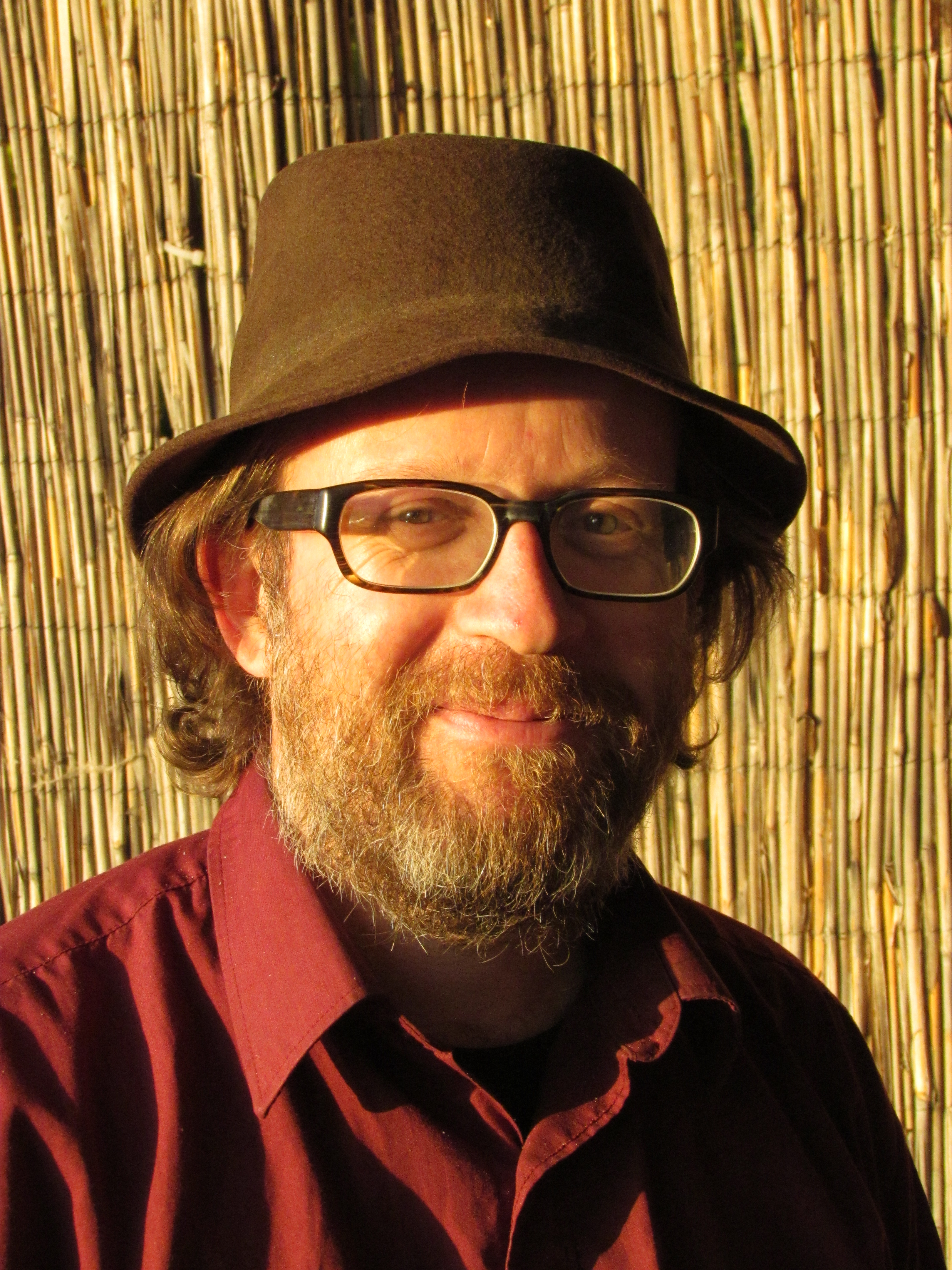
Regisseur und Drehbuchautor Michael Schorr

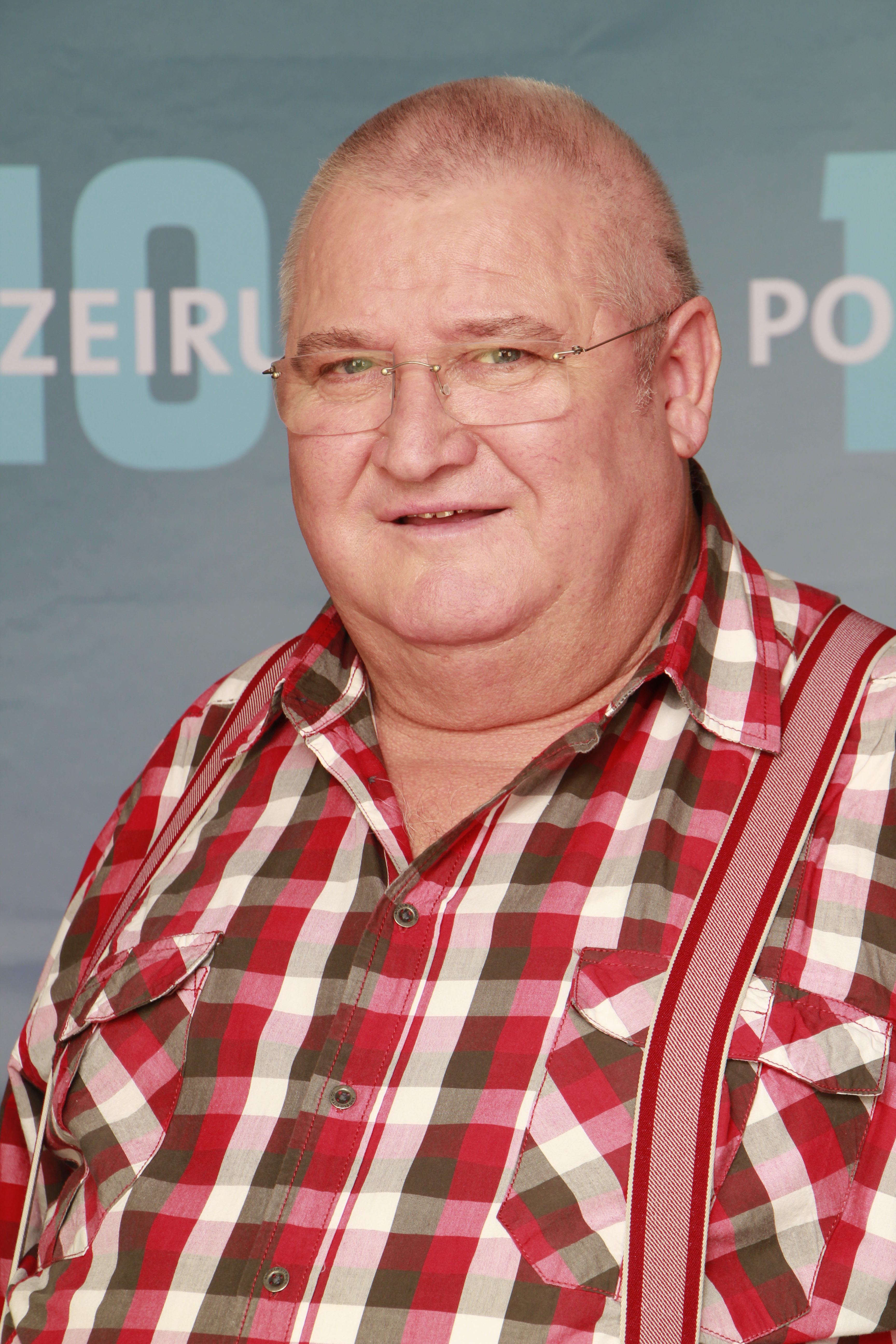
Hauptdarsteller Horst Krause

Schultze gets the blues ist ein deutscher Spielfilm aus dem Jahr 2003. Regie geführt und das Drehbuch geschrieben hat Michael Schorr, bundesweiter Kinostart war der 22. April 2004. Schorr hatte seit 1995 an dem Projekt gearbeitet. Gedreht wurde 2002 in Sachsen-Anhalt, Texas und Louisiana.
Die Tragikomödie fällt – mit Ausnahme des Hauptdarstellers Horst Krause – durch weithin unbekannte Schauspieler (teilweise Laiendarsteller), Landschaftsaufnahmen und den Soundtrack mit Zydeco- und Cajun-Musik sowie Polka auf.

## Handlung
In einem abgeschiedenen Dorf in Sachsen-Anhalt (Teutschenthal bei Halle) wird der Bergarbeiter Schultze zusammen mit seinen Kollegen Manfred und Jürgen in den Vorruhestand geschickt. Auf die Drei wartet fortan ein trostloses Leben zwischen Schrebergarten, Kneipe und ihrem Angelplatz, einer Eisenbahnbrücke über der Saale.
Schultze lebt allein und besucht seine demenzkranke Mutter hin und wieder im Pflegeheim. Eines Nachts hört er im Radio zufällig Zydeco-Musik aus Louisiana, die ihm nicht mehr aus dem Kopf geht. Anstatt seiner gewohnten Polka spielt Schultze nach einiger Überwindung diese Melodie mit seinem Akkordeon sogar beim jährlichen Volksmusikfest seiner Gemeinde, was jedoch beim überwiegenden Teil des Publikums auf Unverständnis stößt. Einige dieser Zuschauer bezeichnen diese ungewohnten Klänge sogar als „Negermusik“.
Als von der amerikanischen Partnerstadt des Dorfes, New Braunfels in Texas, eine Einladung für eine Person zu ihrem dortigen Volksfest eintrifft, wird Schultze vom örtlichen Volksmusikverein als Repräsentant ausgewählt. Schon bald nach der Ankunft in den USA muss Schultze aber feststellen, dass die dortige „Wurstfeier“ mit Jodlern und deutscher Nationalhymne nicht mehr als eine schlechte Karikatur der Dorffeste seiner sachsen-anhaltischen Heimat ist. Er entflieht dem Trubel und besorgt sich ein kleines Boot, um damit auf Entdeckungstour zu gehen. Diese führt ihn neben dem Golf von Mexiko auch in die Bayous von Louisiana, wo er schließlich „seine“ Musik findet. Als er mit seinen neuen, amerikanischen Freunden feiert, wird Schultze sehr krank. Es wird nahegelegt, dass er stirbt. Am Ende des Films findet in Teutschenthal eine Beerdigung für Schultze statt, die zu einer Feier seines Lebens wird.

## Musik
Bei dem Thema, das Schultze nächtens zufällig im Radio erwischt und im Film mehrfach in eigenen Bearbeitungen interpretiert, handelt es sich um „Zydeco from 1988“ der amerikanischen Band Zydeco Force.
Während Schultze an seinem analogen Radio einen anderen Sender sucht, überstreicht er einen kurzen Ausschnitt der 4. Symphonie von Pjotr Iljitsch Tschaikowski. Derselbe Ausschnitt ist in der Anfangssequenz von Pink Floyds Wish You Were Here zu hören.

## Kritik
„Stimmungsvolles, unaufdringlich humorvolles Porträt über Deutschland und seine Tradition am Beispiel eines älteren Mannes, der einen Neuanfang wagt, ohne dafür belohnt zu werden. Der dokumentarisch anmutende, stellenweise reizvoll lakonisch erzählte Spielfilm überzeugt durch den hervorragenden Hauptdarsteller, malerische Bilder und seinen einfühlsamen Umgang mit Musik und Geräuschen.“

Roger Ebert beurteilte den Film sehr positiv mit dreieinhalb von vier Sternen und bedachte ihn in seiner Liste der besten Filme des Jahres mit einer besonderen Erwähnung.

## Auszeichnungen
- Special Directors Award der Filmfestspiele Venedig 2003
- Bester Film, Bestes Debüt, Bestes Drehbuch und Bester Darsteller (Horst Krause) beim Stockholm International Film Festival 2003
- Bester Film, Beste Regie und Bestes Szenenbild beim Internationalen Filmfest Gijón 2003
- Bestes Szenenbild für Natascha E. Tagwerk beim Deutschen Filmpreis 2004
- Bestes Debüt beim Flaiano International Award 2004
- Special Prize der Jury beim Europäischen Filmfestival Cinessonne (Paris) 2004
- Die Deutsche Film- und Medienbewertung FBW in Wiesbaden verlieh dem Film das Prädikat wertvoll.

### Nominierungen
- Entdeckerpreis beim Europäischen Filmpreis 2003
- Beste Hauptrolle (Horst Krause) beim Deutschen Filmpreis 2004
- Bester deutscher Film beim Gilde-Filmpreis 2004